# 실험 기계화부대
실험 기계화부대(Experimental Mechanization Force (EMF))는 영국 육군의 여단급 편제로 1927년 5월 1일 기갑전에 필요한 장비와 기술을 개발하고 조사할 목적으로 창립했다. 이 부대는 세계 최초로 편성된 기갑편제였다. 1928년 기갑군으로 재명명되었고, 설립 후 약 2년간 보병과 기병으로 구성된 부대에 맞서서 기계화부대의 능력을 시험하기 위해 여러 차례 훈련에 참여했다. 1929년 영국 육군 내에서의 논란으로 인해 2월에 해산되었다. EMF와 AF에서의 실험은 1931년 전차여단에서 이어졌다.